# Independence (Minnesota)
Independence és una població dels Estats Units a l'estat de Minnesota. Segons el cens del 2000 tenia 3.236 habitants.

## Demografia
Segons el cens del 2000, Independence tenia 3.236 habitants, 1.088 habitatges, i 908 famílies. La densitat de població era de 38,3 habitants per km².
Dels 1.088 habitatges en un 40,5% hi vivien nens de menys de 18 anys, en un 75,4% hi vivien parelles casades, en un 5% dones solteres, i en un 16,5% no eren unitats familiars. En l'11,7% dels habitatges hi vivien persones soles el 3,2% de les quals corresponia a persones de 65 anys o més que vivien soles. El nombre mitjà de persones vivint en cada habitatge era de 2,97 i el nombre mitjà de persones que vivien en cada família era de 3,25.
Per edats la població es repartia de la següent manera: un 30,1% tenia menys de 18 anys, un 5% entre 18 i 24, un 29% entre 25 i 44, un 27,7% de 45 a 60 i un 8,2% 65 anys o més.
L'edat mediana era de 39 anys. Per cada 100 dones de 18 o més anys hi havia 103,2 homes.
La renda mediana per habitatge era de 79.126 $ i la renda mediana per família de 82.143 $. Els homes tenien una renda mediana de 50.793 $ mentre que les dones 40.625 $. La renda per capita de la població era de 35.753 $. Entorn del 0,8% de les famílies i l'1,3% de la població estaven per davall del llindar de pobresa.

## Poblacions properes
El següent diagrama mostra les poblacions més properes.